# Народни фронт у Француској
Народни фронт (фр. Front populaire) је назив за коалицију левичарских покрета, насталу у Француској у међуратном периоду, 1935. и 1936. године.

## Настанак коалиције Народни фронт
30-их година XX века Француска је услед тешке привредне кризе била на рубу грађанског рата. Наиме, од краја 1932. до 1934. године измениле су се чак четири владе. Истовремено, улице су постале политички активне, а међу демонстрантима ојачали су десничарски тоталитарни елементи. Националистичке организације по угледу на фашисте и националсоцијалисте у Италији и Немачкој, појачале су своју пропаганду и стале стварати јуришне одреде. Међутим, за разлику од Италије и Немачке, у Француској је постојало више мањих националистичких група (Солидарност Француза, Партија франкиста, Ватрени крстови...), тако да њихова снага није била монолитна.
Повод за непосредно наступање фашизма пружила је финансијска афера, изазвана пословима једног варалице, извесног Александра Стависког, који је био повезан са високим личностима, поред осталих и са председником владе Шотаном. Дана 6. фебруара 1934. под паролом Доле лопови француски фашисти и њихове присталице изашли су на улице Париза. На неколико места у граду, на пример на Плас де ла Конкорд, дошло је оружаних сукоба између демонстраната и владиних јединица. Влада је извојевала победу, а фашисти су онемогућени у њиховом покушају преузимања власти.
Наступање фашиста прво је приближило социјалисте и комунисте. Они су 12. фебруара 1934. организовали антифашистичке демонстрације, а затим су јула исте године склопили споразум о удруживању снага за супростављање фашизму и рату. Током 1935. године овој групацији пришли су социјалрадикали. Тиме су постављени темељи за коалицију Народни фронт.

## Влада Народног фронта на челу са Леоном Блумом
На скупштинским изборима одржаним маја 1936. године коалиција Народни фронт је однела победу. Образована је влада Народног фронта, а место председника је поверено социјалисти Леону Блуму. Први пут у историји Француске на челу владе се нашао један социјалиста.
У жељи да стабилизује прилике у земљи, влада Блума израдила је нацрт програма социјалних реформи. Нацрт је предвиђао: увођење четрдесетосатне радне недеље, плаћени одмор, повећање надница, национализацију банака и фабрика оружја... Међутим, овај нацрт је изазвао страховања финансијских кругова и отпор деснице. Да невоља буде већа, и унутар самог Народног фронта дошло је до размимоилажења. Пошто је избио грађански рат у Шпанији, социјалисти и комунисти су се залагали за пружање помоћи шпанским републиканцима, док су социјалрадикали били против француске интервенције. До коначног раскола дошло је маја 1937. године, пошто су се радничке демонстрације против фашизма у месту Клиши завршиле крвавим исходом. Блум је дао оставку у јуну 1937. године.

## Владаумереног Народног фронта
По оставци Блума, једно време је владала тзв. умерени Народни фронт на челу са социјалрадикалима: Шотаном, Даладјеом... У жељи да добију подршку крупног капитала, социјалрадикали су одбацили програм из 1936. године, а у жељи да избегну рат са Немачком жртвовали су Чехословачку. Противећи се оваквој политици, 1938. социјалисти и комунисти су напустили владу и прешли у опозицију.